# Grendel Lajos
Grendel Lajos (Léva, 1948. április 6. – Pozsony, 2018. december 18.) Kossuth-díjas szlovákiai magyar író, kritikus, egyetemi tanár, Sebők Ágota férje.

## Életpályája
Grendel Lajos és Krizsányi Mária gyermekeként született. 1966–1967-ben a Komensky Egyetem matematika–fizika szakos hallgatója volt Pozsonyban. 1968–1973 között magyar–angol szakon tanult. 1970 óta publikál a pozsonyi Irodalmi Szemlében. 1973–1992 között a Madách Könyvkiadó szerkesztője, 1988 óta pedig irodavezető-helyettese volt. 
1990-től a Független Magyar Kezdeményezés vezetőségi tagja. 1992–1996 között a Kalligram Kiadó és az azonos című folyóirat főszerkesztője volt. 1994 óta szabadfoglalkozású. 1997-től a Szlovákiai Magyarok Értelmiségi Fórumának szóvivője. 1997–2000 között a Szlovákiai PEN-Centrum elnöke volt. Ugyanebben az évben a Komensky Egyetem adjunktusa lett. 
1998-tól a Magyar Írók Szövetségének elnökségi tagja. 1998-ban a Széchenyi Irodalmi és Művészeti Akadémia tiszteletbeli tagja lett. 2012 óta a Magyar Művészeti Akadémia tagja.
2020-ban utcát neveztek el róla Léván.

## Családja
1974-ben házasságot kötött Sebők Ágota újságíróval. Két gyermekük született: Zsuzsa (1977) és Gábor (1980).

## Munkássága
Korai novellái, kisregényei humorral és iróniával teltek. Regényei a szlovákiai magyarság mai életét, problémáit a messzi történelmi időkbe visszanyúló előzményekkel szembesítik. Valóságból, meséből, mítoszból és intellektuális elemzésből teremt eleven sodrású új prózát.

## Művei
- Teniszlabda (novella, 1970)
- Hűtlenek. Regény; Madách–Szépirodalmi, Bratislava–Bp., 1979
- Éleslövészet. Nem(zetiségi) antiregény; Madách–Szépirodalmi, Bratislava–Bp., 1981
- Galeri (regény, 1982, 1998)
- Áttételek (regény, 1985, 1999)
- Bőröndök tartalma (elbeszélések, 1987)
- Szakítások (regény, 1989)
- Thészeusz és a fekete özvegy (regény, 1991, 2000)
- Elszigeteltség vagy egyetemesség (esszék, cikkek, interjúk, 1991)
- Einstein harangjai. Abszurdisztáni történet (regény, 1992, 2000, franciául: 1998)
- Rosszkedvem naplója. 1990 november–1991 október; JAMK–Új Forrás, Tatabánya, 1992 (Új Forrás könyvek)
- Az onirizmus tréfái (novellák, 1993)
- Vezéráldozat. Válogatott novellák; vál. Temesi Ferenc; Nap, Dunaszerdahely, 1996 (Metszet)
- És eljön az Ő országa (regény, 1996, 2003)
- Hazám, Abszurdisztán (esszék, 1998)
- Tömegsír (regény, 1999, 2006)
- Prikk és Pantheosz / Valóság, fantasztikum, mágia. Az ELTE Bölcsészettudományi Karán 1999 március 1-jén és 8-án elhangzott "Arany János előadások" írott változata; Anonymus, Bp., 1999 (ELTE Magyar Irodalomtörténeti Intézet füzetei)
- Nálunk, New Hontban. Regény; Kalligram, Pozsony, 2001
- Szép históriák (novellák, 2001)
- A tények mágiája. Mészöly Miklós időskori prózája (2002)
- A szabadság szomorúsága (novella, 2002, 2009)
- És eljön az Ő országa. Szomorú játék; Kalligram, Pozsony, 2003 (Grendel Lajos művei)
- Mátyás király New Hontban (regény, 2005)
- A kutya fája; Nap, Dunaszerdahely, 2006 (Kaleidoszkóp könyvek)
- Szlovákiai magyar szépirodalom (2007)
- A modern magyar irodalom története. Magyar líra és epika a 20. században; Kalligram, Pozsony, 2010
- Négy hét az élet. Regény; Kalligram, Pozsony, 2011
- Távol a szerelem; Kalligram, Pozsony, 2012
- Az utolsó reggelen; Kalligram Polgári Társulás, Dunaszerdahely, 2013
- Utazás a semmi felé. Regény; Kalligram Polgári Társulás, Dunaszerdahely, 2014
- Rossz idők járnak. Novellák; Kalligram Polgári Társulás, Dunaszerdahely, 2016

## Idegen nyelven

### Franciául
- Tir à balles (Éleslövészet), ford. Ghislain Ripault Virág Ibolya közreműködésével, utószó Kiss Gy. Csaba, L'Harmattan, Domaines Danubiens sorozat, 1986
- Les Cloches d'Einstein (Einstein harangjai), ford. Véronique Charaire, Virág Ibolya, 1998

### Szlovákul
- Einsteinove zvony (Einstein harangjai), ford. Karol Wlachovský, KK Bagala kiadó, 1998
- Cudná správa z vrcholu sna (válogatás), ford. Karol Wlachovský, KK Bagala kiadó, 1998

### Lengyelül
- Poświęcenie hetmana (Vezéráldozat), ford. Miłosz Waligórski, Biuro Literackie kiadó, 2014
- Dzwony Einsteina (Einstein harangjai. Abszurdisztáni történet), ford. Miłosz Waligórski, Biuro Literackie kiadó, 2016
- Życie w cztery tygodnie (Négy hét az élet), ford. Miłosz Waligórski, Pogranicze kiadó, 2018

### Olaszul
- Le campane di Einstein (Einstein harangjai), ford. Alexandra Foresto, Edizioni Anfora, 2004; Acerbi díj (2006)

## Díjai
- Madách Imre-díj (1982, 1990, 1997)
- A Szlovák Írószövetség díja (1985)
- Az Év Könyve-jutalom (1987)
- Artisjus-díj (1988)
- Déry Tibor-díj (1989)
- Érdemes művész (1989)
- József Attila-díj (1990)
- Füst Milán-díj (1995)
- Ady Endre-díj (1997)
- Kossuth-díj (1999)
- Magyar Művészetért díj (2002, 2005)
- Bárka-díj (2003)
- Posonium Irodalmi Díj (2003)
- Tiszatáj-díj (2004)[4]
- Szépíró-díj (2005)
- Giuseppe Acerbi-díj (2006)
- Talamon Alfonz-díj (2006)
- Márai Sándor-díj (2007)
- Hazám-díj (2011)
- Alföld-díj (2011)
- A Magyar Érdemrend tisztikeresztje (2018)
- Léva díszpolgára (In memoriam; 2021)[5]

## Emlékezete
- 2021 óta nevét viseli az 541982 Grendel kisbolygó.[6][7]